# Карликовая неправильная галактика
Ка́рликовые непра́вильные гала́ктики (dI) — разновидность карликовых галактик, отличающаяся большим разнообразием форм. По-видимому, dI-галактики являются эквивалентом обычных неправильных галактик в области карликовых галактик. Как правило, dI-галактики очень неоднородны по яркости и не обладают заметным ядром. Отличительной особенностью от dE-галактик является наличие мощных областей звездообразования, содержащих яркие молодые звёзды, и большое количество межзвездного газа. В ряде близких dI-галактик удалось обнаружить облака ионизированного водорода (зоны HII).

## Связь с dSph-галактиками
Распределение маломассивных звёзд, составляющих основу dI-галактик, сферически симметрично, как и в dSph-галактиках. Поэтому, если бы не обилие газа и связанных с ним ярких звезд, то между этими двумя видами галактик не было бы разницы. Известно, что dI-галактики обычно располагаются в стороне от больших галактик, в то время как dSph-галактики находят преимущественно вблизи. В ряде исследований было показано, что dI-галактики могут потерять свой газ при прохождении вблизи больших галактик. Это происходит из-за того, что в этих областях возрастает концентрация атомов межгалактического газа. Скорость галактики относительно этого газа может достигать 1000 км/с. Из-за этого образуется мощный газовый поток, который выдувает собственный газ карликовой галактики.

## Звездообразование
Ряд карликовых неправильных галактик излучает большую часть энергии в голубом и синем участках спектра. Это весьма необычно для галактик, поскольку большинство звёзд в них обычно обладает малой массой и имеет максимум светимости в красном участке спектра. Это становится возможным благодаря тому, что в этих галактиках отношение числа ярких молодых звёзд к общей массе звезд значительно выше, чем в нормальных галактиках, поэтому они вносят существенный вклад в полную светимость.
Звездообразование в галактиках протекает неравномерно, как во времени так и в пространстве. В «нормальных» галактиках области звездообразования имеют характерный размер порядка нескольких сотен парсек и существуют несколько десятков миллионов лет, после чего разрушаются за счет нагрева межзвёздной среды излучением молодых голубых звёзд. В то же время карликовые галактики сами имеют размер, сравнимый с размером ячейки звездообразования. Поэтому звездообразование в dI-галактиках должно носить вспышечный характер. В результате численных экспериментов было обнаружено, что чем меньше галактика, тем ярче выглядит вспышка звездообразования.

## Примеры карликовых неправильных галактик
Первой изученной dI-галактикой стала NGC 6822. Она была первой галактикой, в которой Э. Хаббл обнаружил цефеиды. Другим примером карликовой неправильной галактики является IC 1613, исследованная В. Бааде в 1930-х годах.

## Тёмная материя
Обнаружены dI-галактики, которые содержат больше газа, чем звёзд. Например, светимость галактики M81 dwA оказалась всего около 500 000 светимостей Солнца. Анализ скоростей газа в таких галактиках указывает на то, что гравитации звезд и газа не достаточно, чтобы галактика существовала как единое целое, то есть существует невидимая тёмная материя, которая составляет, возможно, основу таких галактик. Более того, найдены облака газа вовсе без звёзд.